# 424 a.C.

## Eventos
- 89a olimpíada; Símaco da Messênia vence o stadium, pela segunda vez.[1][2]
- Isarco, arconte de Atenas.[2]
- Ápio Cláudio Crasso, Lúcio Sérgio Fidenato, pela segunda vez, Espúrio Náucio Rutilo e Sexto Júlio Julo, tribunos consulares em Roma.
- Dario II sobe ao trono da Pérsia (reinou por 19 anos, [3] até 404 a.C.).

### Guerra do Peloponeso

#### Atos de Nícias
- Nícias, filho de Nicerato, escolhido general pelos atenienses; ele recebe sessenta trirremes e 3000 hoplitas, e é enviado para pilhar os aliados dos lacedemônios.[2]
- Seu primeiro ataque é contra Melos, a única ilha das Cíclades que era aliada dos lacedemônios, por ser uma colônia de Esparta. [4] Nícias não consegue capturar a cidade, pois os habitantes a defenderam de forma corajosa.[5]
- Nícias desembarca em Oropo, na Beócia, e une seus hoplitas ao exército comandado por Hipônico, filho de Cálias, no território de Tânagra.[5]
- Os dois exércitos unidos pilham o território e, quando os tebanos vem proteger seus aliados, os atenienses atacam, e derrotam os tebanos.[6] Depois da batalha, Hipônico volta a Atenas.[7]
- Nícias retorna aos navios, devasta a região costeira da Lócrida, e recebe mais quarenta trirremes dos aliados, ficando com uma frota de cem trirremes.[7]
- Nícias avança contra Corinto; em duas batalhas, os coríntios são derrotados, perdendo 300 homens, contra oito atenienses.[8]
- O próximo ataque é contra Crômio, cuja fortaleza é capturada; em seguida, Nícias constrói uma fortaleza em Metone.[9]
- Com sessenta trirremes e 200 hoplitas, Nícias e outros generais atacam Citera, que se rende, e recebe uma guarnição ateniense.[10]
- Tireia, cidade na fronteira entre a Lacônia e a Argólida, é capturada após um cerco; seus cidadãos são escravizados e o comandante da guarnição, Tântalo, o Espartano, é levado sob ferros para Atenas, juntos com os colonos de Egina, que habitavam a cidade, que é totalmente destruída.[11]

#### Eventos em Mégara
- Os cidadãos de Mégara, preocupados com a guerra em duas frentes, contra os atenienses e contra os exilados, enviaram representantes a Atenas para entregar a cidade.[12] Os generais atenienses, Hipócrates e Demóstenes, concordaram com a traição, e enviaram 600 soldados a Mégara, que, com ajuda dos traidores, entraram na cidade.[13] Quando a traição foi conhecida, sem saber o que fazer e divididos entre se aliar aos atenienses ou aos lacedemônios, eles acabaram sendo convencidos por um homem que sugeriu que quem quisesse deveria pegar armas e lutar por Atenas e Mégara.[14]
- Abandonados pelos cidadãos de Mégara, a guarnição de lacedemônios se retirou para Niseia, o porto de Mégara,[14] porém foram cercados pelos atenienses, e se renderam.[15]

#### Atos de Brásidas
- Brásidas, com uma força de lacedemônios e outros peloponésios, ataca Mégara, expulsa os atenienses de Mégara, e retorna a cidade à aliança com Esparta.[16]
- Brásidas atravessa a Tessália e chega a Dio, na Macedônia.[16] De lá, ele avança até Acanto e se alia aos calcídicos.[17] Acanto foi a primeira cidade da Trácia que ele convenceu, parte por medo, parte por gentileza e argumentos, a passar para o lado dos lacedemônios, em seguida, ele convence várias outras cidades da Trácia a se aliarem.[17]
- Brásidas consegue, de Esparta, mais 1000 hilotas, porque os espartanos esperavam que eles morressem;[18] outros 2000 hilotas que haviam se oferecido como voluntários são massacrados pelos cidadãos espartanos,[19] porque eles temiam que os hilotas, se sentissem muito fortes, se aliariam aos inimigos de Esparta.[20]
- Brásidas ataca Anfípolis,[21] que, por terror, se rende, com a condição de que quem quisesse poderia pegar suas posses e sair da cidade.[22]
- Tucídides, é exilado de Atenas por falhar na defesa de Anfípolis contra o general Espartano Brásidas. [carece de fontes?]
- Várias cidades vizinhas se aliam a Esparta, dentre as quais Êsime e Galepso, colônias de Tasos, e Mircino, pequena cidade edônia.[23]
- Brásidas captura Acte, onde ficavam cinco cidades, de população mista, formada por colonos de Andros e bárbaros, e que era bilíngue.[24]
- Brásidas conquista Torone, colônia da Calcídica, mas que estava controlada pelos atenienses.[25]

#### Eventos na Beócia
- Os beócios, insatisfeitos com seus governos e querendo estabelecer democracias, discutiram a política com os generais atenienses Hipócrates e Demóstenes, e prometeram entregar as cidades da Beócia para eles.[26]
- Os atenienses dividiram seu exército em dois, um deles, sob o comando de Demóstenes, invadiu a Beócia, mas, como os beócios tinham sido avisados da traição, ele se retirou sem fazer nada; o outro, sob comando de Hipócrates, capturou Délio, e fortaleceu a cidade, esperando o ataque dos beócios.[27]
- Pagondas, comandante dos beócios, atacou Délio com um grande exército, formado por 20.000 soldados de infantaria e cerca de 1000 de cavalaria.[28] Os atenienses, apesar de estarem em maior número, não estavam bem equipados, e abandonaram a cidade às pressas.[29]
- Batalha de Délio:[carece de fontes?] o exército beócio formou-se, com os tebanos no lado direito, os orcomênios no esquerdo, o centro formado por outros beócios e primeira linha formada por um grupo seleto de 300 soldados.[30] Os atenienses foram forçados a entrar na batalha sem estarem formados.[30] A cavalaria ateniense derrotou a cavalaria inimiga, mas os atenienses que lutavam contra os tebanos foram derrotados e fugiram, mesmo os demais tendo vencido os beócios e os posto em fuga.[31] Os tebanos voltaram da perseguição e atacaram os atenienses, e estes fugiram.[32]
- Alguns atenienses se refugiaram em Oropo e outros em Délio, outros fugiram para os barcos, e outros se espalharam; as perdas beócias foram mais de 500, e as perdas atenienses várias vezes este número, não sendo maior pela chegada da noite.[33]
- Em seguida, os tebanos atacaram Délio e capturaram a cidade; muitos morreram honrosamente, e 200 foram capturados.[34]

## Mortes
- Xerxes II, sucedido por seu meio-irmão Soguediano.[3]
- Soguediano, assassinado por Dario II.[3]